# Salvador Sobral
Salvador Vilar Braamcamp Sobral  (født 28. december 1989 i Lissabon, Portugal) er en portugisisk sanger. 
Han repræsenterede Portugal i Eurovision Song Contest 2017, hvor han vandt med sangen "Amar Pelos Dois". Dermed sikrede han, at Portugal fik sin første sejr nogensinde i konkurrencen. Sangen er skrevet af hans søster, Luísa Sobral.